# Gymnoscelis griseifusa
Gymnoscelis griseifusa là một loài bướm đêm trong họ Geometridae.